# 13179 Johncochrane
A 13179 Johncochrane (ideiglenes jelöléssel 1996 HU18) a Naprendszer kisbolygóövében található aszteroida. Eric Walter Elst fedezte fel 1996. április 18-án.